# Brecha digital en Tailandia

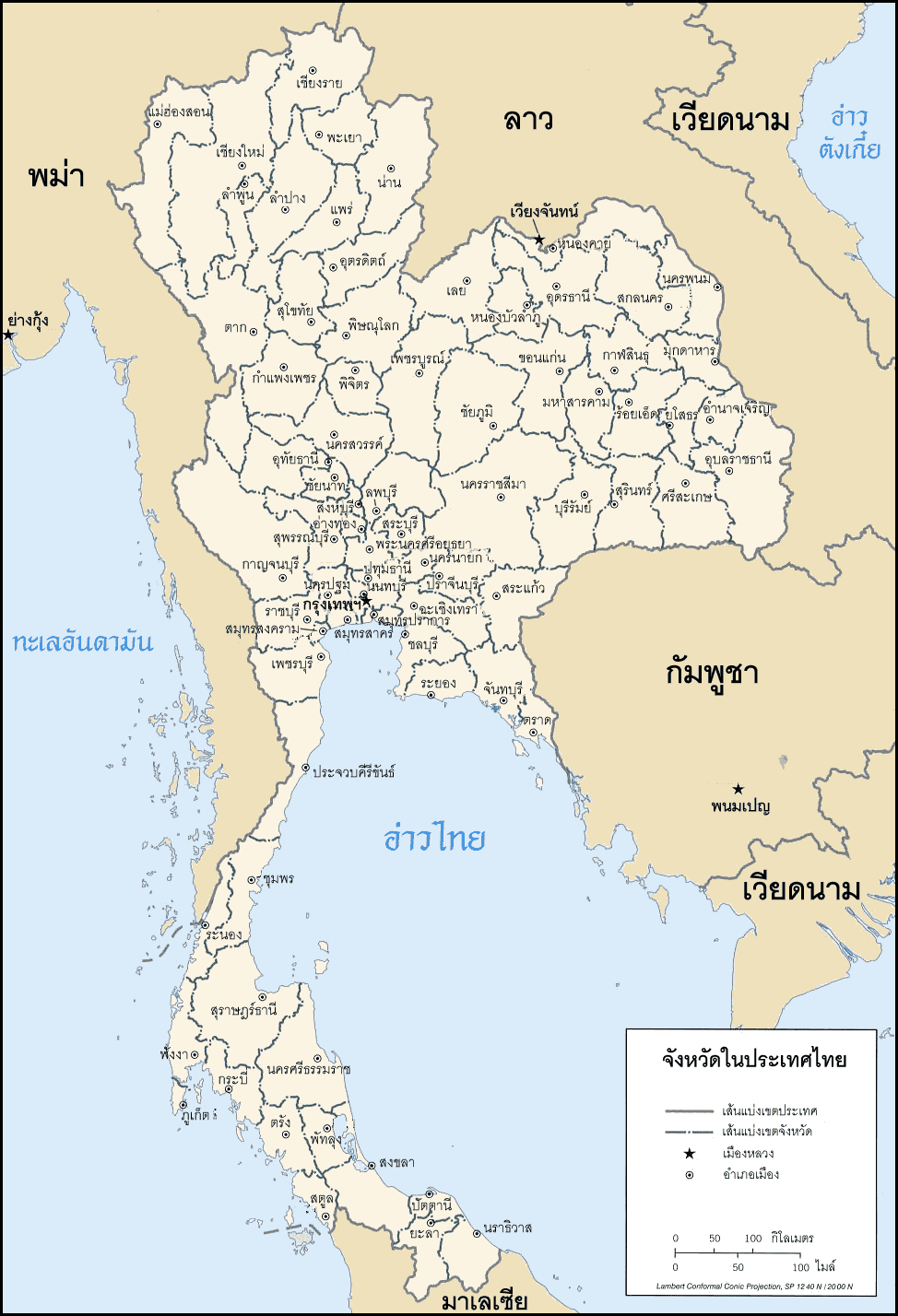

La brecha digital en Tailandia se refiere a las desigualdades económicas, educativas y sociales entre los tailandeses que tienen acceso a la tecnología de la información y las comunicaciones (TIC) y los que no la tienen. Tailandia es un país en desarrollo del sudeste asiático y actualmente se enfrenta a este problema. Hay una serie de factores que determinan la brecha digital dentro de un país, incluidos los ingresos, la elección de tecnologías (por ejemplo, teléfono móvil propio, computadora portátil y/o computadora personal propia) y factores socioeconómicos (por ejemplo, género, nivel de educación, edad).  El desarrollo de las TIC y la penetración de la telefonía móvil están estrechamente relacionados con el crecimiento económico y los beneficios sociales.

## Acceso a Internet
Ministerio de Economía y Sociedad Digital Oficina Nacional de Estadística

### Internet móvil y tecnología inalámbrica
Antes de que Internet se lanzara comercialmente en 1995, había una tasa de usuarios muy baja en Tailandia. El acceso a Internet móvil fue introducido por primera vez en el mercado tailandés en diciembre de 2000 por Advanced Info Service (AIS), el mayor operador móvil a nivel nacional. Desde 2005, el mercado de Internet está liberalizado. A finales de 2010, había más de 80 proveedores de servicios de Internet (ISP) activos. Diez de ellos son grandes ISP, incluidos operadores móviles que ofrecen Internet móvil. El precio del servicio de Internet es más barato que en la fase inicial de su introducción. 
La tecnología inalámbrica ha desplazado el mundo del acceso fijo a Internet al de Internet móvil, gracias a la creciente penetración de los dispositivos inalámbricos y al rápido desarrollo tecnológico. Internet móvil es muy diferente de Internet fijo, en términos de movilidad y comodidad. Las dos tendencias que han impulsado el crecimiento de Internet móvil en Tailandia son la introducción de la tecnología móvil de tercera generación ( 3G ) y la mejora de la cobertura de la infraestructura móvil. A finales de 2009, la tasa de penetración de la telefonía móvil era del 98,58%, mientras que las tasas de penetración de la telefonía fija y de Internet eran del 11,12% y el 25,80%, respectivamente. En 2010, la tasa de penetración de la telefonía móvil alcanzó el 100%. El escaso desarrollo de las infraestructuras fijas ha dado lugar a un índice de penetración de Internet fijo bajo en comparación con el índice de penetración de Internet móvil. En 2009, más del 50% de los abonados a Internet eran de banda ancha. 

### Encuesta del NTC
En 2010, la Comisión Nacional de Telecomunicaciones (NTC) encargó una encuesta nacional basada en entrevistas cara a cara entre la población tailandesa. El cuestionario constaba de 10 partes: 9 relativas a servicios de telecomunicaciones y medios de comunicación como telefonía fija, telefonía móvil, Internet, teléfono público, radio y televisión, y el resto sobre antecedentes socioeconómicos. 

#### Población
Los encuestados fueron seleccionados en cada región de Tailandia: Bangkok, Centro, Norte, Noreste y Sur. La muestra estuvo compuesta por dos grupos de encuestados: 1) consumidores que accedían a Internet móvil como su conexión principal a Internet, conectándose a través de un dispositivo móvil o tarjetas USB, y 2) consumidores con conexión fija a Internet como su acceso principal. Todos los encuestados tenían menos de 15 años y se excluyeron de la muestra aquellos que no utilizaban Internet y tenían respuestas incompletas. El tamaño total de la muestra después de la limpieza de datos fue de 739 encuestados. 

#### Recomendaciones
Las características de la encuesta se compararon con la base de datos de la Oficina Nacional de Estadística (ONE) de 2009. La encuesta extrajo datos de nueve provincias y el encuestado típico tenía 30 años, un título universitario y un ingreso mensual de 12.384,90 THB. 

### Limitaciones y efectos
Como país en desarrollo, Tailandia se enfrenta a una brecha digital tanto a nivel nacional como internacional. El subdesarrollo de la infraestructura fija ha provocado una baja tasa de penetración de Internet. Por otro lado, la tasa de penetración móvil es mayor que la fija en términos de cobertura de red y suscripción. El precio del servicio de Internet móvil es inelástico, por lo que un aumento en el precio no afecta la necesidad de acceder a Internet móvil. El precio es resultado de la falta de competencia en las conexiones fijas, lo que también da como resultado opciones limitadas para los consumidores. 

#### Factores que influyen en el acceso a Internet

##### Educación
Internet está fácilmente disponible en las universidades para los estudiantes que asisten a la escuela. Este servicio de Internet está disponible para estudiantes, profesores, docentes y personal. Se ha desarrollado un software educativo y está disponible para los estudiantes que asisten a la universidad. El Wifi es uno de los servicios tecnológicos disponibles en las universidades.  La educación se basa en gran medida en libros, pero ahora las escuelas están incorporando Internet a sus estudios. La educación está en gran medida sesgada hacia la clase alta. La clase alta tiene fondos para pagar la educación. Esto contribuye a la brecha digital en Tailandia desde la perspectiva de que la clase baja no puede pagar la educación y, por lo tanto, no tiene acceso a Internet.

##### Ingreso
Desde 1988 Tailandia ha reducido continuamente su tasa de pobreza de aproximadamente el 34% al 9%. Sin embargo, existe una disparidad entre las regiones de Tailandia. De tal manera que la región Noreste y Norte representa aproximadamente el 40% del 9% que vive en pobreza, mientras que todo el reino representa el 9 por ciento. Las regiones del Sur, Central y Bangkok juntas representan menos del 9% de la tasa de pobreza. Las familias de bajos ingresos no pueden permitirse lujos como dispositivos móviles que permiten el acceso a Internet. Las familias con mayores ingresos tienen la capacidad de utilizar fondos adicionales para comprar Internet y dispositivos inalámbricos que permiten el acceso a Internet.

##### Ubicación
Las estadísticas compiladas por la Oficina Nacional de Estadística sobre la utilización de tecnologías de la información y la comunicación en los hogares revelaron que durante el período 2005-2014, el número de usuarios de computadoras aumentó de manera constante tanto en las zonas urbanas como rurales. En las zonas urbanas, los usuarios de computadoras aumentaron del 35,5% de la población en 2005 al 47,8% en 2014, mientras que en las zonas rurales el porcentaje aumentó del 19,7% al 30,4% en el mismo período. Sin embargo, la brecha entre usuarios de computadoras urbanos y rurales durante este período se mantuvo en un margen relativamente amplio de aproximadamente 15-19%, aunque esta brecha entre zonas urbanas y rurales mostró signos de estrecharse ligeramente después de 2011. 
En las zonas urbanas, la suscripción a Internet aumentó del 21,2% de la población en 2005 al 44,9% en 2014, y en las zonas rurales del 8% al 26,9%. Sin embargo, la brecha entre los usuarios de computadoras urbanas y rurales durante este período se mantuvo en un margen relativamente amplio de aproximadamente el 13-19%, y esta brecha entre las zonas urbanas y rurales mostró signos de ampliarse aún más en 2011, debido principalmente a un aumento proyectado en la suscripción a servicios de Internet móvil en las zonas urbanas. 

##### Edad
En Tailandia, la generación más joven está poblando densamente las universidades y escuelas. Esto explicará la diferencia de edad en el uso de Internet. Según un estudio realizado en 2006 por Okazaki, los jóvenes adinerados constituyen el segmento central de la adopción de Internet móvil. La generación de mayor edad no es naturalmente receptiva al aprendizaje de Internet. Esto agravará la brecha etaria en el uso de Internet y, además, aumentará la brecha digital en Tailandia.

##### Género
Según un estudio realizado en 2010, en Tailandia no existe división de género. El género no tiene efecto en la brecha digital en Tailandia. Las mujeres y los hombres están bastante igualados en el sistema educativo. Esto permite que ambos sexos tengan acceso a Internet. Esto crea poca o ninguna brecha de género en el uso de Internet.

### Soluciones
Para ayudar a resolver la brecha digital en Tailandia, las empresas actuales necesitan expandirse y crear opciones más asequibles. El acceso a Internet móvil debería ser fácil incluso en poblaciones densas y en zonas rurales. Un sistema educativo mejor y con más asistencia ayudará a resolver la brecha digital en Tailandia.

#### Inversión en infraestructura
En 2010, Chalita Srinuan, estudiante de doctorado, y Erik Bohlin, profesor, del Departamento de Gestión y Economía de la Tecnología de la Universidad Tecnológica Chalmers en Gotemburgo, Suecia, realizaron un estudio para investigar los factores determinantes que podrían explicar el fenómeno de la brecha digital en Tailandia. Los resultados muestran que la disponibilidad de teléfono fijo en el hogar, la condición de abonado a la telefonía móvil y la disponibilidad de medios tradicionales son los determinantes para el uso de Internet. El entorno demográfico también afecta la probabilidad de utilizar Internet, por ejemplo, la edad, la educación y la zona de residencia. Los resultados sugieren que las políticas relacionadas con la infraestructura y la educación son importantes para superar la brecha digital. Los reguladores de telecomunicaciones y las agencias gubernamentales como la Agencia Reguladora Nacional (NRA) necesitan construir redes de telecomunicaciones que puedan servir adecuadamente a las diferentes regiones de Tailandia. La inversión en infraestructura fija/inalámbrica e inalámbrica puede estimular el crecimiento de Internet móvil al aumentar la competencia. El gobierno tailandés, los reguladores y otras partes interesadas están alentando a la industria de las TIC a proporcionar comunicaciones y servicios para todos fomentando la inversión y eliminando los obstáculos regulatorios.

#### Internet móvil
Los beneficios de Internet móvil pueden considerarse una alternativa para superar la brecha digital, en particular para un país en desarrollo como Tailandia, donde no está disponible la telefonía fija. Las tres condiciones principales para Internet móvil son la accesibilidad, la disponibilidad y la asequibilidad del servicio y las aplicaciones, todas ellas aplicables en Tailandia. En términos de accesibilidad y disponibilidad, la infraestructura inalámbrica, en particular los puntos de acceso Wi-Fi, sólo ofrecen cobertura total en zonas pobladas.

#### Educación
Los resultados indican que la brecha digital no se puede reducir sin un programa de educación. El gobierno controla el sistema educativo. Para que el sistema educativo progrese, el gobierno necesita invertir más dinero y energía. Esto ayudará a superar la brecha digital en Tailandia.